# Opór cieplny
Opór cieplny – stosunek grubości warstwy materiału do współczynnika przewodnictwa cieplnego rozpatrywanej warstwy materiału.
{\displaystyle R_{i}={\frac {d_{i}}{\lambda _{i}}},}
gdzie:
{\displaystyle R_{i}} – opór cieplny warstwy materiału [m²K/W],
{\displaystyle d_{i}} – grubość warstwy materiału [m],
{\displaystyle \lambda _{i}} – współczynnik przewodnictwa cieplnego [W/mK].
Jednostką oporu cieplnego jest w układzie SI:
{\displaystyle [R_{i}]=\mathrm {\frac {m^{2}K}{W}} .}
W przeliczeniu na inne jednostki
1 m² K/W = 1,163 m²h˚C/kcal.
Opór cieplny kilku warstw materiałów przylegających do siebie (bez pustki powietrznej), jest sumą oporów cieplnych poszczególnych warstw materiałów:
{\displaystyle R={\frac {d_{1}}{\lambda _{1}}}+{\frac {d_{2}}{\lambda _{2}}}+\ldots +{\frac {d_{n}}{\lambda _{n}}}.}
Opór cieplny przegrody jest sumą oporów przejmowania ciepła (z powietrza do materiału i z materiału do powietrza) oraz oporu cieplnego warstw materiałów, z których zbudowana jest przegroda.
{\displaystyle R_{c}=R_{e}+R+R_{i}.}
Opór cieplny przegrody jest odwrotnością współczynnika przenikania ciepła przegrody:
{\displaystyle R_{c}={\frac {1}{U}},}
gdzie:
{\displaystyle R_{c}} – opór cieplny przegrody [m²K/W],
{\displaystyle U} – współczynnik przenikania ciepła przegrody (bez uwzględnienia mostków termicznych) [W/m²K].
Jak wynika z powyższych zależności, poprawa izolacyjności cieplnej przegrody może nastąpić poprzez zwiększenie oporu cieplnego przegrody, tj. zwiększenie grubości warstwy materiału, ale przede wszystkim przez dobranie materiałów o korzystniejszym (mniejszym) współczynniku przewodnictwa cieplnego {\displaystyle \lambda .} W przypadku przegród istniejących, poprawę można uzyskać poprzez dodanie do istniejącej przegrody warstwy materiału o niskim współczynniku {\displaystyle \lambda .}